# Шабурово (Челябинская область)
Шабурово — село в Каслинском районе Челябинской области России. Административный центр Шабуровского сельского поселения.

## География
Находится на берегах реки Боевка, вблизи места впадения в неё реки Щербаковка, примерно в 43 км к северо-востоку от районного центра, города Касли, на высоте 200 метров над уровнем моря.

## История
Шабурово было основано государственными крестьянами в конце XVIII — первой половине XIX веков. Происхождение топонима связано с фамилией одного из первых поселенцев. Ранее село было разделено на две части: Большое Шабурово и Малое Шабурово. Во время коллективизации, в 1929 году в Большом Шабурово был организован колхоз «Красное знамя», а в Малом Шабурово — колхоз имени Свердлова. В послевоенный период эти два хозяйства, а также колхоз близлежащего выселка имени Сталина были объединены в один колхоз имени Свердлова.

## Население
| 2002 | 2010 |
| ---- | ---- |
| 843  | ↘726 |

По данным Всероссийской переписи, в 2010 году численность населения села составляла 726 человек (348 мужчин и 378 женщин).  

## Улицы
Уличная сеть села состоит из семи улиц и одного переулка. : 
- ул. Ворошилова
- ул. Дорожная
- ул. Комсомольская
- ул. Ленина
- ул. Молодежная
- Парковый пер.
- ул. Свердлова
- ул. Юбилейная